# Paddy Keenan

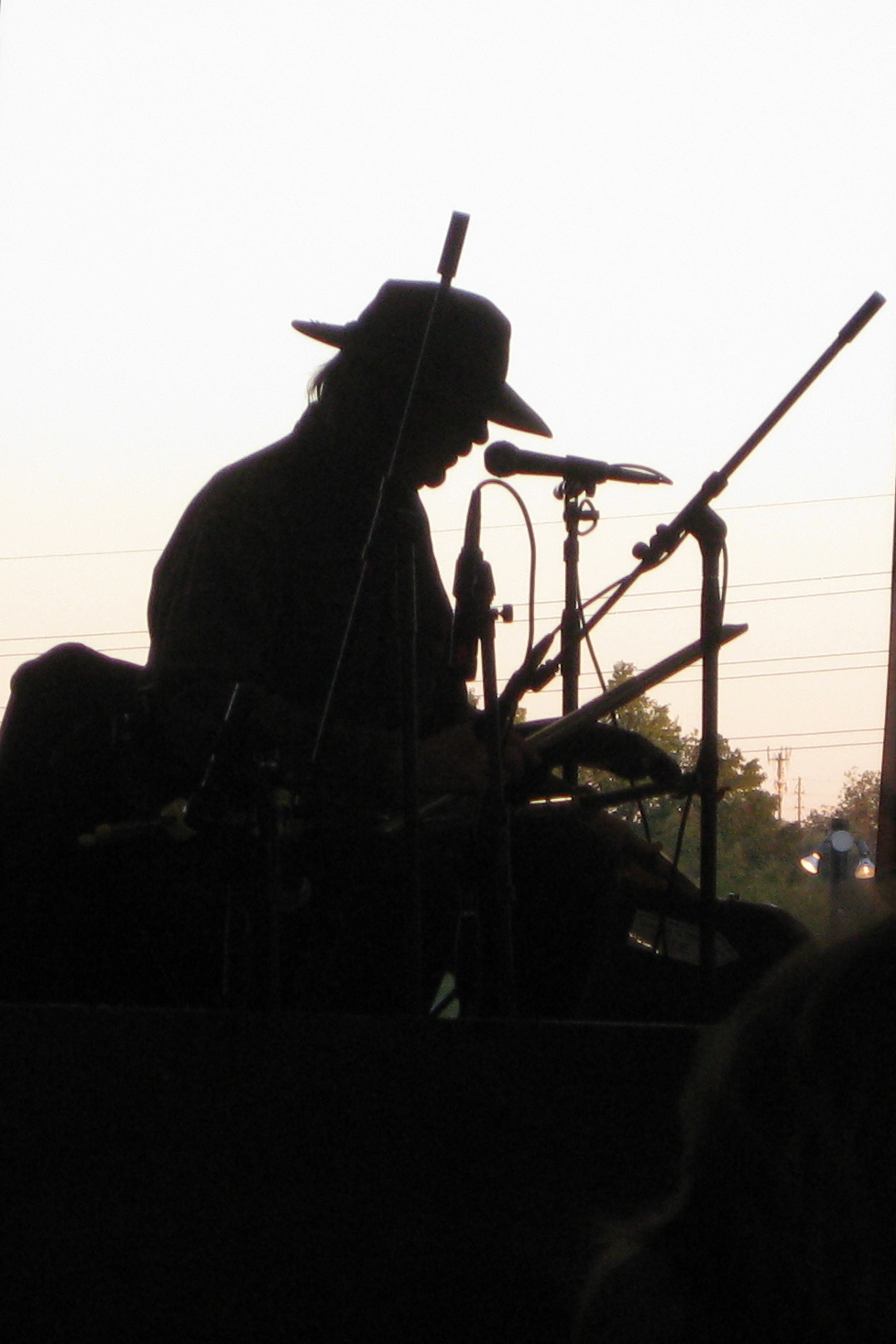
Paddy Keenan auf dem Austin Celtic Festival am 12. November 2010

Paddy Keenan (* 30. Januar 1950 in Trim, County Meath) ist ein irischer Folkmusiker.

## Leben
Paddy Keenan, der aus einer Pavee-Familie stammt, erlernte seit seinem 9. Lebensjahr das Instrument Uilleann Pipe. Sein Großvater und sein Vater Johnny Keenan waren bereits Uilleann Pipers. Mit 14 Jahren hatte Keenan seinen ersten Auftritt im Gaiety Theatre, Dublin, und mit 17 seine ersten Gastspiele in England und Festlandeuropa.

## Erste Banderfahrungen
Nach seiner Rückkehr nach Dublin spielte Keenan in diversen Formationen mit seinem Vater und seinen Brüdern. Im Jahr 1975 schloss er sich der Band „Seachtar“ an, dem irischen Wort für „sieben Personen“. Diese Formation ist der Ursprung der irischen Gruppe „The Bothy Band“, welcher Paddy Keenan bis 1979 angehörte.

## Solokarriere
1975 debütierte Keenan mit dem gemeinsam mit dem Geiger Paddy Glackin aufgenommenen Album „Doublin'“. 1983 folgte das Soloalbum „Poirt An Phiobaire“ (Label „Gael Linn Records“). 1990 erschien „Na Keen Affair“, aufgenommen in den Dadyeen Studios, St. Johns, Neufundland, Kanada. 2001 folgte „The Long Grazing Acre“ gemeinsam mit dem Gitarristen Tommy O’Sullivan.

## Diskografie
Soloalben
- Paddy Keenan (1975)
- Poirt An Phiobaire (1983)
- Ná Keen Affair (1997)

Gemeinsam mit Paddy Glackin
- Doublin’ (1978)

Gemeinsam mit „The Bucks“
- Dancin’ To The Ceili Band (1994)

Gemeinsam mit Tommy O’Sullivan
- The Long Grazing Acre (2001)